# 몽골 황실

## 계보도
| 호엘룬   | 호엘룬   | 호엘룬   | 호엘룬   | 호엘룬   | 호엘룬   |  |  |        |        |        |        |        |        |  |  |          |          |          |          |          |          |  |  |               |               |               |               |               |               |  |  | 예수게이 바가투르 | 예수게이 바가투르 | 예수게이 바가투르 | 예수게이 바가투르 | 예수게이 바가투르 | 예수게이 바가투르 |  |  |                 |                 |                 |                 |                 |                 |  |  | 소치겔     | 소치겔     | 소치겔     | 소치겔     | 소치겔     | 소치겔     |  |  |  |  |  |  |  |  |  |  |  |  |  |  |  |  |  |  |  |  |  |  |  |  |
| 호엘룬   | 호엘룬   | 호엘룬   | 호엘룬   | 호엘룬   | 호엘룬   |  |  |        |        |        |        |        |        |  |  |          |          |          |          |          |          |  |  |               |               |               |               |               |               |  |  | 예수게이 바가투르 | 예수게이 바가투르 | 예수게이 바가투르 | 예수게이 바가투르 | 예수게이 바가투르 | 예수게이 바가투르 |  |  |                 |                 |                 |                 |                 |                 |  |  | 소치겔     | 소치겔     | 소치겔     | 소치겔     | 소치겔     | 소치겔     |  |  |  |  |  |  |  |  |  |  |  |  |  |  |  |  |  |  |  |  |  |  |  |  |
|          |          |          |          |          |          |  |  |        |        |        |        |        |        |  |  |          |          |          |          |          |          |  |  |               |               |               |               |               |               |  |  |                   |                   |                   |                   |                   |                   |  |  |                 |                 |                 |                 |                 |                 |  |  |            |            |            |            |            |            |  |  |  |  |  |  |  |  |  |  |  |  |  |  |  |  |  |  |  |  |  |  |  |  |
|          |          |          |          |          |          |  |  |        |        |        |        |        |        |  |  |          |          |          |          |          |          |  |  |               |               |               |               |               |               |  |  |                   |                   |                   |                   |                   |                   |  |  |                 |                 |                 |                 |                 |                 |  |  |            |            |            |            |            |            |  |  |  |  |  |  |  |  |  |  |  |  |  |  |  |  |  |  |  |  |  |  |  |  |
| 보르테   | 보르테   | 보르테   | 보르테   | 보르테   | 보르테   |  |  | 테무친 | 테무친 | 테무친 | 테무친 | 테무친 | 테무친 |  |  | 카사르   | 카사르   | 카사르   | 카사르   | 카사르   | 카사르   |  |  | 카치운        | 카치운        | 카치운        | 카치운        | 카치운        | 카치운        |  |  | 테무게            | 테무게            | 테무게            | 테무게            | 테무게            | 테무게            |  |  | 벨구테이        | 벨구테이        | 벨구테이        | 벨구테이        | 벨구테이        | 벨구테이        |  |  | 벡테르     | 벡테르     | 벡테르     | 벡테르     | 벡테르     | 벡테르     |  |  |  |  |  |  |  |  |  |  |  |  |  |  |  |  |  |  |  |  |  |  |  |  |
| 보르테   | 보르테   | 보르테   | 보르테   | 보르테   | 보르테   |  |  | 테무친 | 테무친 | 테무친 | 테무친 | 테무친 | 테무친 |  |  | 카사르   | 카사르   | 카사르   | 카사르   | 카사르   | 카사르   |  |  | 카치운        | 카치운        | 카치운        | 카치운        | 카치운        | 카치운        |  |  | 테무게            | 테무게            | 테무게            | 테무게            | 테무게            | 테무게            |  |  | 벨구테이        | 벨구테이        | 벨구테이        | 벨구테이        | 벨구테이        | 벨구테이        |  |  | 벡테르     | 벡테르     | 벡테르     | 벡테르     | 벡테르     | 벡테르     |  |  |  |  |  |  |  |  |  |  |  |  |  |  |  |  |  |  |  |  |  |  |  |  |
|          |          |          |          |          |          |  |  |        |        |        |        |        |        |  |  |          |          |          |          |          |          |  |  |               |               |               |               |               |               |  |  |                   |                   |                   |                   |                   |                   |  |  |                 |                 |                 |                 |                 |                 |  |  |            |            |            |            |            |            |  |  |  |  |  |  |  |  |  |  |  |  |  |  |  |  |  |  |  |  |  |  |  |  |
|          |          |          |          |          |          |  |  |        |        |        |        |        |        |  |  |          |          |          |          |          |          |  |  |               |               |               |               |               |               |  |  |                   |                   |                   |                   |                   |                   |  |  |                 |                 |                 |                 |                 |                 |  |  |            |            |            |            |            |            |  |  |  |  |  |  |  |  |  |  |  |  |  |  |  |  |  |  |  |  |  |  |  |  |
| 주치     | 주치     | 주치     | 주치     | 주치     | 주치     |  |  |        |        |        |        |        |        |  |  | 차가타이 | 차가타이 | 차가타이 | 차가타이 | 차가타이 | 차가타이 |  |  | 퇴레게네 카툰 | 퇴레게네 카툰 | 퇴레게네 카툰 | 퇴레게네 카툰 | 퇴레게네 카툰 | 퇴레게네 카툰 |  |  | 우구데이          | 우구데이          | 우구데이          | 우구데이          | 우구데이          | 우구데이          |  |  | 소르각타니 베키 | 소르각타니 베키 | 소르각타니 베키 | 소르각타니 베키 | 소르각타니 베키 | 소르각타니 베키 |  |  | 툴루이     | 툴루이     | 툴루이     | 툴루이     | 툴루이     | 툴루이     |  |  |  |  |  |  |  |  |  |  |  |  |  |  |  |  |  |  |  |  |  |  |  |  |
| 주치     | 주치     | 주치     | 주치     | 주치     | 주치     |  |  |        |        |        |        |        |        |  |  | 차가타이 | 차가타이 | 차가타이 | 차가타이 | 차가타이 | 차가타이 |  |  | 퇴레게네 카툰 | 퇴레게네 카툰 | 퇴레게네 카툰 | 퇴레게네 카툰 | 퇴레게네 카툰 | 퇴레게네 카툰 |  |  | 우구데이          | 우구데이          | 우구데이          | 우구데이          | 우구데이          | 우구데이          |  |  | 소르각타니 베키 | 소르각타니 베키 | 소르각타니 베키 | 소르각타니 베키 | 소르각타니 베키 | 소르각타니 베키 |  |  | 툴루이     | 툴루이     | 툴루이     | 툴루이     | 툴루이     | 툴루이     |  |  |  |  |  |  |  |  |  |  |  |  |  |  |  |  |  |  |  |  |  |  |  |  |
|          |          |          |          |          |          |  |  |        |        |        |        |        |        |  |  |          |          |          |          |          |          |  |  |               |               |               |               |               |               |  |  |                   |                   |                   |                   |                   |                   |  |  |                 |                 |                 |                 |                 |                 |  |  |            |            |            |            |            |            |  |  |  |  |  |  |  |  |  |  |  |  |  |  |  |  |  |  |  |  |  |  |  |  |
|          |          |          |          |          |          |  |  |        |        |        |        |        |        |  |  |          |          |          |          |          |          |  |  |               |               |               |               |               |               |  |  |                   |                   |                   |                   |                   |                   |  |  |                 |                 |                 |                 |                 |                 |  |  |            |            |            |            |            |            |  |  |  |  |  |  |  |  |  |  |  |  |  |  |  |  |  |  |  |  |  |  |  |  |
| 바투     | 바투     | 바투     | 바투     | 바투     | 바투     |  |  | 베르케 | 베르케 | 베르케 | 베르케 | 베르케 | 베르케 |  |  | 바이다르 | 바이다르 | 바이다르 | 바이다르 | 바이다르 | 바이다르 |  |  | 귀위크        | 귀위크        | 귀위크        | 귀위크        | 귀위크        | 귀위크        |  |  | 카신              | 카신              | 카신              | 카신              | 카신              | 카신              |  |  |                 |                 |                 |                 |                 |                 |  |  |            |            |            |            |            |            |  |  |  |  |  |  |  |  |  |  |  |  |  |  |  |  |  |  |  |  |  |  |  |  |
| 바투     | 바투     | 바투     | 바투     | 바투     | 바투     |  |  | 베르케 | 베르케 | 베르케 | 베르케 | 베르케 | 베르케 |  |  | 바이다르 | 바이다르 | 바이다르 | 바이다르 | 바이다르 | 바이다르 |  |  | 귀위크        | 귀위크        | 귀위크        | 귀위크        | 귀위크        | 귀위크        |  |  | 카신              | 카신              | 카신              | 카신              | 카신              | 카신              |  |  |                 |                 |                 |                 |                 |                 |  |  |            |            |            |            |            |            |  |  |  |  |  |  |  |  |  |  |  |  |  |  |  |  |  |  |  |  |  |  |  |  |
| 사르타크 | 사르타크 | 사르타크 | 사르타크 | 사르타크 | 사르타크 |  |  |        |        |        |        |        |        |  |  |          |          |          |          |          |          |  |  |               |               |               |               |               |               |  |  | 카이두            | 카이두            | 카이두            | 카이두            | 카이두            | 카이두            |  |  |                 |                 |                 |                 |                 |                 |  |  |            |            |            |            |            |            |  |  |  |  |  |  |  |  |  |  |  |  |  |  |  |  |  |  |  |  |  |  |  |  |
| 사르타크 | 사르타크 | 사르타크 | 사르타크 | 사르타크 | 사르타크 |  |  |        |        |        |        |        |        |  |  |          |          |          |          |          |          |  |  |               |               |               |               |               |               |  |  | 카이두            | 카이두            | 카이두            | 카이두            | 카이두            | 카이두            |  |  |                 |                 |                 |                 |                 |                 |  |  |            |            |            |            |            |            |  |  |  |  |  |  |  |  |  |  |  |  |  |  |  |  |  |  |  |  |  |  |  |  |
|          |          |          |          |          |          |  |  |        |        |        |        |        |        |  |  |          |          |          |          |          |          |  |  |               |               |               |               |               |               |  |  |                   |                   |                   |                   |                   |                   |  |  |                 |                 |                 |                 |                 |                 |  |  |            |            |            |            |            |            |  |  |  |  |  |  |  |  |  |  |  |  |  |  |  |  |  |  |  |  |  |  |  |  |
|          |          |          |          |          |          |  |  |        |        |        |        |        |        |  |  |          |          |          |          |          |          |  |  |               |               |               |               |               |               |  |  |                   |                   |                   |                   |                   |                   |  |  |                 |                 |                 |                 |                 |                 |  |  |            |            |            |            |            |            |  |  |  |  |  |  |  |  |  |  |  |  |  |  |  |  |  |  |  |  |  |  |  |  |
|          |          |          |          |          |          |  |  |        |        |        |        |        |        |  |  |          |          |          |          |          |          |  |  | 몽케          | 몽케          | 몽케          | 몽케          | 몽케          | 몽케          |  |  | 쿠빌라이          | 쿠빌라이          | 쿠빌라이          | 쿠빌라이          | 쿠빌라이          | 쿠빌라이          |  |  | 훌라구          | 훌라구          | 훌라구          | 훌라구          | 훌라구          | 훌라구          |  |  | 아리크부카 | 아리크부카 | 아리크부카 | 아리크부카 | 아리크부카 | 아리크부카 |  |  |  |  |  |  |  |  |  |  |  |  |  |  |  |  |  |  |  |  |  |  |  |  |
|          |          |          |          |          |          |  |  |        |        |        |        |        |        |  |  |          |          |          |          |          |          |  |  | 몽케          | 몽케          | 몽케          | 몽케          | 몽케          | 몽케          |  |  | 쿠빌라이          | 쿠빌라이          | 쿠빌라이          | 쿠빌라이          | 쿠빌라이          | 쿠빌라이          |  |  | 훌라구          | 훌라구          | 훌라구          | 훌라구          | 훌라구          | 훌라구          |  |  | 아리크부카 | 아리크부카 | 아리크부카 | 아리크부카 | 아리크부카 | 아리크부카 |  |  |  |  |  |  |  |  |  |  |  |  |  |  |  |  |  |  |  |  |  |  |  |  |
|          |          |          |          |          |          |  |  |        |        |        |        |        |        |  |  |          |          |          |          |          |          |  |  |               |               |               |               |               |               |  |  | 친킴              | 친킴              | 친킴              | 친킴              | 친킴              | 친킴              |  |  | 아바카          | 아바카          | 아바카          | 아바카          | 아바카          | 아바카          |  |  |            |            |            |            |            |            |  |  |  |  |  |  |  |  |  |  |  |  |  |  |  |  |  |  |  |  |  |  |  |  |
|          |          |          |          |          |          |  |  |        |        |        |        |        |        |  |  |          |          |          |          |          |          |  |  |               |               |               |               |               |               |  |  | 친킴              | 친킴              | 친킴              | 친킴              | 친킴              | 친킴              |  |  | 아바카          | 아바카          | 아바카          | 아바카          | 아바카          | 아바카          |  |  |            |            |            |            |            |            |  |  |  |  |  |  |  |  |  |  |  |  |  |  |  |  |  |  |  |  |  |  |  |  |
|          |          |          |          |          |          |  |  |        |        |        |        |        |        |  |  |          |          |          |          |          |          |  |  |               |               |               |               |               |               |  |  | 테무르            | 테무르            | 테무르            | 테무르            | 테무르            | 테무르            |  |  | 아르군          | 아르군          | 아르군          | 아르군          | 아르군          | 아르군          |  |  |            |            |            |            |            |            |  |  |  |  |  |  |  |  |  |  |  |  |  |  |  |  |  |  |  |  |  |  |  |  |

## 전설 시대(250~698)
1. 푸른 늑대(보르테 치노)
2. 흰 암사슴(구아 마랄)
3. 바트 트사간
4. 타마차
5. 호리차르 메르겐
6. 우짐 부랄
7. 살리 하차우
8. 예헤 니둔
9. 셈 소치

## 몽골 부족
년도는 재위
1. 하르추(798~820)
2. 보르지기다이 메르겐(820~861)
3. 토로골진 바얀(861~908)
4. 도부 메르겐(908~949)
5. 보돈차르 문카그(949~950)

## 몽올실위부
1. 여막불만돌 칸
2. 걸인막하돌 칸
3. 막하돌 칸

## 나이만부
1. 이난차 빌게 칸
2. 타이양 칸
3. 쿠츨루크 칸

## 케레이트부
1. 마르쿠스 부이룩 칸
2. 쿠르차쿠스 부이룩 칸
3. 옹 칸

## 메르키트부
1. 투드루 빌게 테긴 칸
2. 토크토아 베키 칸

## 타타르부
1. 나우르 부이룩 칸
2. 테무진 우게 칸
3. 메구진 세울투 칸
4. 자일부카 칸
5. 쿠릴타이 칸

## 카마그부
- 가한시대(950~1078), 년도는 재위

1. 보돈차르 문카그 가한(950~990)
2. 하비츠 바가투르 가한(990~1031)
3. 메넨 투둔 가한(1031~1061)
4. 하치 훌루그 가한(1061~1078)

- 칸시대(1078~1206), 년도는 재위

1. 카이두 칸(1078~1088)
2. 바이신호르 독신 칸(1088~1100)
3. 툼비나이 세트센 칸(1100~1124)
4. 카불 칸(1124~1149)
5. 안바가이 칸(1149~1152)
6. 호툴라 칸(1152~1155)
7. 바르탄 칸(1155~1160)
8. 예수게이 칸(1160~1171)
9. 타르쿠타이 칸(비정통,1171~1189)
10. 테무친(칭기즈) 칸(1189~1206)

## 예케 울루스(1206~1260)

### 01.칭기즈 칸
- 본인 : 칭기즈 칸
- 황후 : 광헌익성황후 홍길랄씨(光獻翼聖皇后 弘吉剌氏)
- 장남 : 목종 주치(穆宗 朮赤) : 추존황제(追尊皇帝)
- 차남 : 성종 차가타이(聖宗 察合台) : 추존황제(追尊皇帝)
- 3남 : 태종 우구데이(太宗 窩闊台) : 몽골 제국의 2대 대칸
- 4남 : 예종 툴루이(睿宗 拖雷) : 몽골 제국의 임시 대칸
- 장녀 : 창국대장공주 코첸 베키(昌國大長公主 火臣 別吉) : 창충무왕 패독(昌忠武王 孛禿)에게 하가(下嫁)
- 차녀 : 연안공주 체체 이켄(延安公主  撦撦亦堅) : 토랍이길(土拉而吉)에게 하가(下嫁)
- 3녀 : 조국대장공주 알카이 베키(趙國大長公主 阿剌海 別吉) : 불안석반(不顔昔班), 북평왕 진국(北平王 鎭國), 조무의왕 패요합(趙武毅王 孛要合)에게 하가(下嫁)
- 4녀 : 운국공주 투멜룬(鄆國公主 禿滿倫) : 적굴(赤窟)에게 하가(下嫁)
- 5녀 : 아아답로흑 공주(阿兒答魯黑 公主) : 태출(泰出)에게 하가(下嫁)
- 황후 : 홀로륜 황후(忽魯倫 皇后)
- 황후 : 활리걸담 황후(闊里桀擔 皇后)
- 황후 : 탈홀사 황후(脫忽思 皇后)
- 황후 : 첩목륜 황후(帖木倫 皇后)
- 황후 : 역련진팔랄 황후(亦憐眞八剌 皇后)
- 황후 : 불안홀독 황후(不顔忽禿 皇后)
- 황비 : 홀승해 비자(忽勝海 妃子)
- 황비 : 야간 비자(耶干 妃子)
- 황비 : 야축 비자(耶逐 妃子)

- 황후 : 홀란 황후 올와사씨(忽蘭 皇后 兀洼思氏)
- 6남 : 활렬견 태자(闊列堅 太子)
- 황후 : 고야별속 황후(古兒別速 皇后)
- 황후 : 역걸렬진 황후(亦乞列眞 皇后)
- 황후 : 탈홀사 황후(脫忽思 皇后)
- 황비 : 야진 비자(也眞 妃子)
- 황비 : 야리홀독 비자(也里忽禿 妃子)
- 황비 : 찰진 비자(察眞 妃子)
- 황비 : 합랄진 비자(哈剌眞 妃子)
- 황비 : 내만녀 비자(乃蠻女 妃子)
- 8남 : 출아철 황자(朮兒徹 皇子) : 요절(夭折)

- 황후 : 야수 황후 탑탑아씨(也遂 皇后 塔塔兒氏)
- 황후 : 홀로합랄 황후(忽魯哈剌 皇后)
- 황후 : 아실륜 황후(阿失侖 皇后)
- 황후 : 독아합랄 황후(禿兒哈剌 皇后)
- 황후 : 찰합 황후 이씨(察合 皇后 李氏)
- 황후 : 아석미실 황후(阿昔迷失 皇后)
- 황후 : 완자홀도 황후(完者忽都 皇后)
- 황비 : 혼도로알 비자(渾都魯歹 妃子)
- 황비 : 홀로회 비자(忽魯灰 妃子)
- 황비 : 날백 비자(剌伯 妃子)

- 황후 : 야속간 황후 탑탑아씨(也速干 皇后 塔塔兒氏)
- 7남 : 찰올아 황자(察兀兒 皇子) : 요절(夭折)
- 황후 : 홀답한 황후(忽答罕 皇后)
- 황후 : 합답안 황후 속륵손도씨(合答安 皇后 速勒遜都氏)
- 황후 : 알자홀사 황후(斡者忽思 皇后)
- 황후 : 연리 황후(燕里 皇后)
- 황후 : 독해 황후(禿該 皇后)
- 황비 : 완자 비자(完者 妃子)
- 황비 : 금련 비자(金蓮 妃子)
- 황비 : 완자태 비자(完者台 妃子)
- 황비 : 노륜 비자(奴倫 妃子)
- 황비 : 묘진 비자(卯眞 妃子)
- 황비 : 쇄랑합 비자(鎖郞哈 妃子)
- 황후 : 모개 황후(謨蓋 皇后)
- 황비 : 숙량합 비자(肅良合 妃子) : 고려인(高麗人)
- 황후 : 아복합 황후(阿卜哈 皇后)
- 황비 : 팔불별걸 비자(八不別乞 妃子)
- 황후 : 공주 황후 완안씨(公主 皇后 完顔氏)
- 황비 : 탑탑아녀(塔塔兒女)
- 5남 : 올로적 황자(兀魯赤 皇子)
- 황비 : 미상(未詳)
- 9남 : 올로찰 황자(兀魯察 皇子) : 생모미상(生母未詳), 요절(夭折)
- 6녀 : 고창공주 야립 가돈(高昌公主 也立 可敦) : 생모미상(生母未詳), 파이술 아아특 적근(巴而術 阿兒忒 的斤)에게 하가(下嫁)
- 7녀 : 포역색극 공주(布亦塞克 公主) : 생모미상(生母未詳), 공주(公主)의 외모가 추해 부마(駙馬)가 그녀를 좋아하지 않자, 칭기즈 칸(成吉思汗)은 크게 노하여 부마를 죽였다.

### 추존.툴루이 칸
- 본인 : 툴루이 칸
  - 황후 : 현의장성황후 겁렬씨(顯懿莊聖皇后 怯烈氏, 소르칵타니 베키) - 추존황후(追尊皇后)
    - 장남 : 헌종 몽가(憲宗 蒙哥) - 몽골 제국의 4대 대칸
    - 4남 : 세조 홀필렬(世祖 忽必烈) - 몽골 제국의 5대 대칸
    - 6남 : 울렬올 대왕(旭烈兀 大王) - 일 한국의 초대 대칸
    - 7남 : 아리불가 대왕(阿里不哥 大王) - 몽골 제국의 대립 대칸(5대)
    - 장녀 : 노국대장공주 야속불화(魯國大長公主 也速不花) - 홍길랄 알진(弘吉剌 斡陳, 보르테 우진 카툰의 친정 조카)에게 하가(下嫁)
    - 차녀 : 독목간 공주(獨木干 公主) - 홍길랄 섭고태(弘吉剌 聶古台, 알라카이 베키와 그의 두번째 남편 오구트 부 진구의 아들)에게 하가(下嫁), 섭고태 사후 그의 동생 홍길랄 찰홀(弘吉剌 察忽)과 재혼

  - 황비 : 살루크 카툰 내마진씨(撒鲁黑哈屯 乃馬眞氏) 혹은 나이만씨(乃蛮氏), 그의 후궁이자 쿠빌라이 카안의 유모
    - 8남 혹은 10남 : 주리크(Джурика), 사루크 하툰 소생, 어렸을 때 죽었고, 자녀가 없다.
    - 9남 혹은 8남 : 말가 대왕(末哥 大王)

  - 황비 : 마이치 카툰 내마진씨(馬一實哈屯 乃馬眞氏)
    - 8남 혹은 9남 : 발작 대왕(撥綽 大王, 부체크), 불자극(不者克)이란 이름도 있다.

  - 황비 : 도쿠즈 카툰 게레이트씨(脫古思可敦 客烈亦惕氏) 혹은 쿠사 카툰(忽思哈屯) - 케레이트 옹 칸의 손녀, 외홀의 딸, 툴루이 사후 훌라구가 수계(收继)
  - 황비 : 링군 카툰 혹은 링구움 카툰(لینقوم خاتون) - 나이만부 출신 서요군주 쿠츨루크의 딸, 페르시아계 사서 집사에만 이름이 언급됨.
    - 쿠툭투가 링굼 카툰의 아들이라는 설이 있다.

  - 황비 : 나얀 카툰
  - 황비 : 미상(未詳)
    - 차남 : 홀도도 대왕(忽睹都 大王) - 생모미상(生母未詳), 일설에는 링군 카툰 혹은 링구움 카툰 소생 설이 있다. 라시드 알딘은 그가 3남이라 한다.
    - 아들 : 주리카 - 생모미상(生母未詳), 어려서 죽었다. 라시드 알딘의 책에 이름이 전한다.
    - 3남 : 미상(未詳) - 생모미상(生母未詳)
    - 5남 : 미상(未詳) - 생모미상(生母未詳)
    - 11남 : 세가도 대왕(歲哥都 大王, 사투타이) - 생모미상(生母未詳), 시리기의 난 가담자 투그 테무르의 아버지
    - 12남 : 설별태 대왕(雪別台 大王, 수탁타이, 수타베이) - 생모미상(生母未詳), 자녀 없음
    - 3녀 : 조국공주 설불한(趙國公主 薛不罕) - 생모미상(生母未詳), 홍길랄 섭고태(弘吉剌 聶古台, 알라카이 베키와 그의 두번째 남편 오구트 부 진구의 아들)에게 하가(下嫁)

  - 황비 : 오굴 투이미시 카툰 - 그의 사후 몽케 칸이 수계
    - 딸 : 시린(Ширин, 몽골어로 달콤한이라는 뜻이다.)
    - 딸 : 비치케(Бичикэ)
    - 사위 : 제찬규(諸燦珪)
      - 외손자 : 제문유(諸文儒)

### 02.오고타이 칸
- 본인 : 오고타이 칸
- 황후 : 패랄합진 대황후(孛剌合眞 大皇后)
  - 아들 : 합실 대왕(合失 大王), 그가 장남이라는 설, 5남이라는 설이 있다.
    - 손자 : 보르지긴 카이두(孛兒只斤海都), 우구데이 칸국의 3대 칸
- 황후 : 소자황후 내마진씨(昭慈皇后 乃馬眞氏)
  - 아들 : 정종 귀유(定宗 貴由) : 몽골 제국의 3대 대칸, 장남이라는 설과, 일설에는 그가 차남이라는 설이 있다.
- 황후 : 앙회 2황후(昻恢 二皇后), 자녀가 없던 그는 툴루이의 아들 몽케를 양자로 입양시켰다.
- 황후 : 홀첩니 3황후 걸리길사씨(忽帖尼 三皇后 乞里吉思氏)
  - 아들 : 활단 태자(闊端 太子), 차남이라는 설, 3남이라는 설이 있다.
- 황후 : 미상(未詳)
- 황후 : 미상(未詳)
- 황비 : 토랍기나 비자(土拉起那 妃子) - 메르키트족 답역사올(答亦思兀)의 처
- 황비 : 홀랍 비자(忽兰 妃子) - 칭기즈 칸의 첩이었다가 그가 수계하였다.
- 황비 : 목가 비자(木哥 妃子) - 칭기즈 칸의 첩이었다가 그가 수계하였다.
- 황비 : 알퀴 비자
- 황비 : 업리길납 비자(業里吉納 妃子, 에르게네 카툰)
  - 6남 : 합단 대왕(合丹 大王)
  - 7남 : 멸리 대왕(滅里 大王)
- 황비 : 쿠투니 카툰
- 황비 : 주치아이 카툰
- 황비 : 자이친 카툰
- 황비 : 미상(未詳)
  - 아들 : 활출 태자(闊出 太子) : 생모미상(生母未詳), 4남 설, 3남 설이 있다.
  - 아들 : 찹랄찰아 왕(哈剌察兒 王) : 생모미상(生母未詳), 일설에는 퇴레게네 카툰 소생 설이 있다. 그가 4남이라는 설, 5남이라는 설이 있다.
  - 장녀 : 노국공주 사아합한(魯國公主 唆兒哈罕) : 생모미상(生母未詳), 납합(納合)에게 하가(下嫁)

### 03.귀위크 칸
- 조부 : 태조 철목진(太祖 鐵木眞) : 몽골 제국의 초대 대칸
- 조모 : 광헌익성황후 홍길랄씨(光獻翼聖皇后 弘吉剌氏)
  - 부황 : 태종 와활태(太宗 窩闊台) : 몽골 제국의 2대 대칸
  - 모후 : 소자황후 내마진씨(昭慈皇后 乃馬眞氏)
    - 본인 : 귀위크 칸
    - 황비 : 원비 멸아걸씨(元妃 蔑兒乞氏), 오울 헤이미시(烏兀兒 黑迷失)
    - 황후 : 미상(未詳)
    - 황후 : 미상(未詳)
    - 황후 : 흠숙황후 알올립씨(欽淑皇后 斡兀立氏), 오굴 카이미시(斡兀立 海迷失)
      - 장남 : 홀찰 태자(忽察 太子)
      - 차남 : 뇌홀 태자(腦忽 太子)[1]

    - 황후 : 내만진 황후 내마진씨(乃蠻眞 皇后 乃馬眞氏), 어머니 퇴레게네 카툰 내마진씨의 자매로, 귀위크의 이모였다.
      - 3남 : 남평왕 화홀(南平王 禾忽)

    - 황비 : 미상(未詳)
      - 장녀 : 고창공주 파파합이(高昌公主 巴巴哈爾) : 생모미상(生母未詳)
      - 부마 : 역도호화적합아적근(亦都護火赤哈兒的斤)
      - 차녀 : 조국대장공주 엽리미실(趙國大長公主 葉里迷失) : 생모미상(生母未詳)
      - 부마 : 조충양왕 군불화(趙忠襄王 君不花)

### 04.몽케 칸
- 본인 : 몽케 칸
- 정절황후 옹기라트씨(貞節皇后 弘吉剌氏)
- 야속아 황후 옹기라트씨(也速兒 皇后 弘吉剌氏)
- 독특미 2황후 알올립씨(禿忒迷 二皇后 斡兀立氏) - 아버지 툴루이의 첩이었다가 수계, 구유크 칸의 해미실 알올립씨의 자매
- 출비 3황후(出卑 三皇后)
- 황후 이키레스씨(皇后 亦乞烈氏)
- 명리홀도로 황후(明里忽都魯 皇后)
- 화리차 황후(火里差 皇后) 화로자사씨(火魯刺思氏)
- 실력길 비자(失力吉 妃子) 백요기씨(伯要幾氏)
- 귀비(貴妃) 파아올진(巴牙兀眞)
- 귀비(貴妃) 규첩니(奎帖尼)원제국

### 비정통·아리크부카
- 본인: 아리크 부카
- 부인: 알리카미시(엘치크미시) 카툰 - 오이라트족 토를로시(脱劣勒赤)와, 칭기즈 칸의 다섯째 딸 체체겐의 딸
  - 아들: 요부쿠르(藥木忽兒 Юбугур) 또는 야부간(Явган)
  - 아들: 멜릭 테무르(明里帖木兒)
  - 며느리: 에메겐 테무르 - 오이라트족 토를로시와 칭기즈칸의 다섯째 딸 체체겐의 아들 바르스부카의 딸
  - 아들: 쿠툭투(Хутуг)
  - 아들: 타마치(Тамачи)
- 부인 : 니라우구이 카툰, 바룰라스 지역 출신의 첩
  - 아들: 나이라쿠부카(乃剌忽不花)
  - 아들: 라간시간(拉幹失幹) 또는 랄감실감(剌甘失甘)
- 부인: 쿠툴루 카툰
- 부인: 쿠투쿠카 카툰, 나이만족 출신
  - 아들: 카르쿠간
  - 딸: 네구데르 아히
  - 딸: 노모간 아히
  - 사위: 츄판 - 오이라트족 토를로시(脱劣勒赤)와 칭기즈칸의 다섯째 딸 체체겐의 손자, 부카 테무르의 아들
- 부인: 에시타이 카툰, 콩기라트부 타무치의 딸, 아들 요부쿠르가 수계
- 첩 : 이라구 구이
- 생모미상
  - 딸: 노무곤, 오이라트부 차파르와 혼인

## 대원제국(1260~1370)

### 05.세첸 칸
- 본인 : 쿠빌라이 칸

제1오르도
- 첩고륜 대황후(帖古倫 大皇后) 옹기라트씨 또는 퇴그렌 - 쿠빌라이의 원비(元妃)

제2오르도
- 소예순성황후(昭睿順聖皇后) 옹기라트씨 - 쿠빌라이의 정후(재위 : 1260년 ~ 1281년) , 본명은 찰필(察必)
- 남필 황후(南必 皇后) 옹기라트씨 - 쿠빌라이의 계후(재위 : 1283년 ~ 1294년)

제3오르도
- 탈랄해 황후(塔剌海 皇后)
- 노한 황후(奴罕 皇后)

제4오르도
- 오식진 황후 허올신씨(烏式眞 皇后 許兀愼氏), 후슈친 보로클 노얀의 딸

그 외
- 속가답사 황후(速哥答思 皇后)
- 백요올진 황후(伯要兀眞 皇后)
- 활활륜 황후(闊闊倫 皇后)
- 알자사 황후(斡者思 皇后)
- 욱실진 황후(旭失眞 皇后)
- 타로별진 황후(朶魯別眞 皇侯)
- 살불홀 비자(撒不忽 妃子)
- 팔팔한 비자(八八罕 妃子)
- 살불홀 비자(撒不忽 妃子)
- 아속진 비자(阿速眞 妃子)
- 올내홀내 비자(兀乃忽乃 妃子)

아들
1. 도르지 황자(朶兒只 皇子) - 소예순성황후 차브이 소생. 요절함
2. 명효태자(明孝太子) 진금(眞金) - 소예순성황후 차브이 소생. 원나라 제2대 황제 성종(成宗)의 아버지
3. 진왕(秦王) 망갈라(忙哥剌, ? ~ 1280년) - 소예순성황후 차브이 소생.
4. 북안귀정왕(北安歸定王) 노무간(那木罕, ? ~ 1292년) - 소예순성황후 차브이 소생.
5. 코리다이(Хоридай), 페르시아계 사서 집사에만 등장하며, 원사, 신원사에는 등장하지 않는다.
6. 운남왕(雲南王) 후게치(忽哥赤, ? ~ 1271년)
7. 아야치 황자(愛牙赤 皇子, ? ~ 1324년(?)) - 페르시아계 사서 집사에 의하면 오식진 황후 허올신씨 소생.
8. 서평왕(西平王) 오그룩치(奧魯赤, ? ~ 1306년)
9. 영왕(寧王) 쿠쿠추(闊闊出, ? ~ 1313년) - 페르시아계 사서 집사에 의하면 오식진 황후 허올신씨 소생.
10. 진남왕(鎭南王) 토곤(脫歡, ? ~ 1301년)
11. 쿠틀루크 테무르 황자(忽都魯帖木兒 皇子, ? ~ 1324년(?))
12. 테미치 황자(鐵滅赤 皇子) - 남브이 황후 소생. 요절함

딸
1. 이름 미상(姓名未詳) - 생모미상(生母未詳), 불교 여승이 되었으며 베이징 탄제 사원에 묻혔다.
2. 조국대장공주(趙國大長公主) 월렬(月烈) - 생모미상(生母未詳), 조무양왕 애불화(趙武襄王 愛不花)에게 하가(下嫁)
3. 창국공주(昌國公主) 오로진(吾魯眞) - 생모미상(生母未詳), 패화(孛花)에게 하가(下嫁)
4. 창국대장공주(昌國大長公主) 다륜(茶倫) - 생모미상(生母未詳), 첩감간(帖監干)에게 하가(下嫁)
5. 노국장공주(魯國長公主) 완택(完擇) - 생모미상(生母未詳), 알라진(斡羅眞)에게 하가(下嫁)
6. 노국대장공주(魯國大長公主) 낭가진(囊家眞) - 생모미상(生母未詳), 알랄진(斡剌眞), 첩목아(帖木兒), 만자태(蠻子台)에게 하가(下嫁)
7. 제국대장공주(齊國大長公主) 홀도로게리미실(忽都魯揭里迷失) - 생모(生母)는 야속진 비자(阿速眞 妃子), 고려 충렬왕 왕거(高麗 忠烈王 王昛)에게 하가(下嫁)
8. 공주(公主) - 남송 공제 조현(南宋 恭帝 趙㬎)에게 하가(下嫁)
9. 베케친 황녀 - 남브이 카툰 소생

### 추존.친킴
- 본인 : 친킴
- 휘인유성황후(徽仁裕聖皇后) 옹기라트씨(弘吉剌氏): 추존황후(追尊皇后)
- 안진미실 비자(安眞迷失 妃子), 알치미시 카툰

아들
(모두 휘인유성황후 소생.)
1. 진헌무왕(晉獻武王) 카말라(甘麻剌) - 태정제 즉위 후에 현종(顯宗)으로 추존.
2. 추존태자 다르마발라(答剌麻八剌) - 무종 즉위 후에 순종(順宗)으로 추존.
3. 황태손 테무르(鐵穆耳) - 원나라의 2대 황제 성종(成宗)

딸
1. 이름 미상(姓名未詳) - 생모미상(生母未詳), 불교 여승이 되었으며 베이징 탄제 사원에 묻혔다.
2. 조국대장공주(趙國大長公主) 월렬(月烈) - 생모미상(生母未詳), 조무양왕 애불화(趙武襄王 愛不花)에게 하가(下嫁)
3. 창국공주(昌國公主) 오로진(吾魯眞) - 생모미상(生母未詳), 패화(孛花)에게 하가(下嫁)
4. 창국대장공주(昌國大長公主) 다륜(茶倫) - 생모미상(生母未詳), 첩감간(帖監干)에게 하가(下嫁)
5. 노국장공주(魯國長公主) 완택(完擇) - 생모미상(生母未詳), 알라진(斡羅眞)에게 하가(下嫁)
6. 노국대장공주(魯國大長公主) 낭가진(囊家眞) - 생모미상(生母未詳), 알랄진(斡剌眞), 첩목아(帖木兒), 만자태(蠻子台)에게 하가(下嫁)
7. 제국대장공주(齊國大長公主) 홀도로게리미실(忽都魯揭里迷失) - 생모(生母)는 야속진 비자(阿速眞 妃子), 고려 충렬왕 왕거(高麗 忠烈王 王昛)에게 하가(下嫁)
8. 공주(公主) - 남송 공제 조현(南宋 恭帝 趙㬎)에게 하가(下嫁)
9. 베케친 황녀 - 남브이 카툰 소생

### 06.올제이투 칸
- 본인 : 올제이투 칸
- 정자정의황후(貞慈靜懿皇后) 콩기라트씨 - 성종 즉위 후에 추존.
- 불루간 대카툰 백악오씨(伯岳吾氏) - 성종의 정궁 황후(재위 : 1295년 ~ 1307년)
- 홀첩니 황후(忽帖尼 皇后) 걸아길사씨(乞兒吉思氏)

아들
- 테이슈 태자(德壽 1299년? ~ 1306년 1월 3일)

딸
1. 창국대장공주(昌國大長公主) 익리해애(益里海涯) - 영종의 정후 장정의성황후와 태정제의 정후 역련진팔랄 황후의 어머니.
2. 조국공주(趙國公主) 애아실리(愛牙失里)
3. 노국대장공주(魯國大長公主) 보납(普納)

#### 추존.다르마발라 칸
- 본인 : 다르마발라 칸
- 소헌원성황후(昭獻元聖皇后) 콩기라트씨 - 사후에 황후로 추봉.
- 다르마발라 황후(皇后) 곽씨(郭氏)

아들
- 위왕(魏王) 에무게(? ~ 1324년) - 후궁 곽씨 소생.
- 회령왕(懷寧王) 카이샨 - 소헌원성황후 소생. 제7대 카안 무종(武宗).
- 황자 아유르바르와다(愛育黎拔力八達) - 소헌원성황후 소생. 제8대 카안 인종(仁宗).

딸
- 노국대장공주(魯國大長公主) 상가랄길(桑哥剌吉, 1284년 ~ 1332년) - 소헌원성황후 소생. 존호는 휘문의복정수(徽文懿福貞壽). 문종비 부다시리 카툰의 어머니

### 07.쿨룩 칸
무종의 자녀들 중 후궁인 이키레스 비자와 탕구트 비자가 낳은 아들들, 후일의 명종과 문종이 되는 아들들만이 사료에 이름이 전한다.
- 본명 : 쿨룩 칸
- 진가황후(真哥皇后) 콩기라트씨 - 무종의 정궁황후(재위 : 1310년 ~ 1311년), 쿠빌라이 칸의 계비 차브이 카툰의 아버지 안진의 손자 병불랄(迸不刺)의 딸, 1327년 원 태정제가 선자혜성황후(宣慈惠聖皇后)의 시호를 추증
- 속가실리 황후(速哥失里 皇后) 콩기라트씨 - 쿠빌라이 칸의 계비 차브이 카툰의 아버지 안진(按陳)의 손자 또는 질손 하라지(哈兒只 Харжи)의 딸. 선자혜성황후 콩기라트 진가와는 4촌 또는 6촌 자매간
- 완자알 황후(完者歹 皇后), 출신 부족 및 친정 미상
- 백홀적 황후(伯忽笛 皇后) 케레이트씨
- 키반쿠 비자(Ки Ванку)
- 이키레스 비자(亦乞烈妃子) 수동(壽童) - 안서왕 망갈라의 딸 노울륜공주(奴兀倫公主)의 딸. 1329년 명종 즉위 후에 인헌장성황후(仁獻莊聖皇后)로 추존.
- 탕구트 비자(唐兀妃子) 이름 실전(? ~ 1325년) - 1329년 문종 즉위 후에 문헌소성황후(文獻昭聖皇后)로 추존.
- 황비 홍씨(洪氏)

### 08.부얀투 칸
- 본인 : 부얀투 칸
- 장의자성황후(莊懿慈聖皇后) 콩기라트씨 - 인종의 정실황후(재위 : 1313년 ~ 1320년)
- 답리마실리황후(答里麻失里皇后) 고려인 김씨(金氏), 고려 도원수, 도첨의중찬 김심(金深)의 딸
- 백안홀독황후(伯顔忽篤皇后) 고려인 왕씨(王氏), 고려 왕족 출신, 평양공 왕현(平陽公 王眩)과 순비 허씨의 딸
- 영비(英妃) 달마홀도(達麻忽都)

아들
1. 황태자 시데발라 - 장의자성황후 소생. 대원의 제9대 카안 영종(英宗).
2. 안왕(安王) 올도사불화(兀都思不花, ? ~ 1321년) - 나중에 순양왕(順陽王)으로 강등. 일설에는 고려인 김씨 소생

딸
1. 노국공주(魯國公主) 활활륜(闊闊倫) - 옹기라트부 데이 세첸의 후손 탈라화(脫羅禾, 도르벤)에게 하가(下嫁).
2. 변국공주(卞國公主) - 요절함.

### 09.시데발라 칸
- 본인 : 시데발라 칸
- 황후 : 장정의성황후(莊靜懿聖皇后) 이키레스씨(亦乞烈氏) - 영종의 정궁황후(재위 : 1321년 ~ 1323년)
- 황후 : 아팔홀도로 2황후(牙八忽都魯 二皇后) - 테크시의 누이, 태정제에 의해 폐위되고 이후의 행적은 알 수 없다.
- 황후 : 타이지반 황후(朶而只班 皇后)

### 추존.카말라 칸
- 본인 : 카말라 칸
- 추존황후 선의숙성황후(宣懿淑聖皇后) 옹기라트씨(弘吉剌氏)
- 배배해 비자(拜拜海 妃子), 바바카이 카툰
- 홀상해 비자(忽上海 妃子), 쿠산카이 카툰

아들
1. 진왕(晉王) 예순테무르(也孫鐵木兒) - 선의숙성황후 소생. 원나라 6대 황제 진종(晉宗).
2. 양왕(梁王) 숭샨(松山, ? ~ 1309년), 서자 혹은 정실 소생 차자, 후궁 소생 혹은 선의숙성황후 소생
3. 상녕왕(湘寧王) 질리가아불화(迭里哥兒不花, ? ~ 1323년) 또는 질리가불화(迭裏哥不花), 생모미상(生母未詳)

딸
1. 계국대장공주(薊國大長公主) 보탑실련(寶塔實憐) 또는 복탑실리(卜答失裡) - 고려의 제26대 국왕 충선왕 왕장(忠宣王 王璋)의 왕비.
2. 수녕대장공주(壽寧大長公主) : 생모미상(生母未詳), 부마 미상(未詳)
3. 조국공주(趙國公主) 아납적납팔랄(兒納的納八剌) : 생모미상(生母未詳), 조왕 주안(趙王 注安)에게 하가

### 10.예순테무르 칸
- 본인 : 예순테무르 칸
- 바부칸 대카툰 콩기라트씨 - 태정제의 정궁황후(재위 : 1324년 ~ 1328년)
- 역련진팔랄 황후(亦憐眞八剌 皇后) 이키레스씨
- 홀랄 황후(忽剌 皇后)
- 야속 황후(也速 皇后)
- 살답팔랄 황후(撒答八剌 皇后) 내마진씨(乃馬眞氏)
- 복안겁리미실 황후(卜顔怯里迷失 皇后)
- 실렬첩목아 황후(失烈帖木兒 皇后)
- 철니 황후(鐵你 皇后)
- 필한 황후(必罕 皇后) 콩기라트씨
- 속가답리 황후(速哥答里 皇后) 콩기라트씨

황자
1. 황태자 라기박(阿剌吉八) - 팔불한 황후(八不罕 皇后) 소생. 대원의 제 11대 카안 천순제(天順帝).
2. 진왕(晉王) 바데마쉬르 감보(八的麻的兒 間卜)
3. 소설 황자(小薛 皇子)
4. 윤단장복 황자(允丹藏卜 皇子)

### 11.라기박 칸
- 본인 : 라기박 칸
- 혼인 X

### 12.자야아투 칸
- 부친 : 쿨룩 칸
- 본인 : 자야아투 칸
- 황비 :  부다시리 대카툰 콩기라트씨

황자
1. 연왕(燕王) 아라트나다라(? ~ 1331년)
2. 황태자 엘 테구스(燕帖古思, ? ~ 1340년 7월 15일)
3. 황자 타이핑누

황녀
- 기국대장공주(紀國大長公主)

### 13.쿠툭투 칸
- 본인 : 쿠툭투 칸
- 바부샤 대카툰 내마진씨(乃馬眞氏) - 명종의 정궁황후(재위 : 1329년).
- 정유휘성황후(貞裕徽聖皇后) 한록로씨(罕祿魯氏) - 혜종 즉위 후에 황후로 추존.
- 안출한 황후(按出罕 皇后)
- 월로사 황후(月魯沙 皇后)
- 불안홀로도 황후(不顔忽魯都 皇后)
- 야소 황후(野蘇 皇后)
- 탈홀사 황후(脫忽思 皇后)
- 아제리 황후(阿梯里 皇后)

황자
1. 황자 토콘 테무르 - 정유휘성황후 소생. 대원 제16대 카안 혜종(惠宗).
2. 린친발 - 바부샤 카툰 소생. 대원 제15대 카안 영종(寧宗).
3. 진영왕(泰永王) 소고리다니

황녀
1. 창국공주(昌國公主) 월로(月魯, ? ~ 1339년) - 창왕 홍길랄 사람타아지(昌王 弘吉剌 沙藍朶兒只)에게 하가(下嫁)
2. 명혜정의대장공주(明慧貞懿大長公主) 부답석니(不答昔你), 정유휘성황후 카를루크씨 소생

### 14.자야아투 칸
- 부친 : 쿨룩 칸
- 본인 : 자야아투 칸
- 황비 : 부다시리 대카툰 콩기라트씨

황자
1. 연왕(燕王) 아라트나다라(? ~ 1331년)
2. 황태자 엘 테구스(燕帖古思, ? ~ 1340년 7월 15일)
3. 황자 타이핑누

황녀
- 기국대장공주(紀國大長公主)

### 15.에르데네초트 칸
- 본인 : 린친발 칸
- 답납야특미실 대황후(答納也忒迷失 大皇后) 옹기라트씨(弘吉剌氏)

### 16.토곤테무르 칸
- 본인 : 토곤테무르 칸
- 다나슈리 대카툰 킵차크씨(또는 바야우트씨)
- 바얀 후투그 콩기라트씨
- 보현숙성황후(普顯淑聖皇后) 기씨(奇氏)
- 무나시리 카툰 콩기라트씨
- 숙비 용서교(淑妃 龍瑞嬌) - 궁중 7귀
- 숙비 정일녕(淑妃 程一寧) - 궁중 7귀
- 숙비 과소아(淑妃 戈小娥) - 궁중 7귀
- 여빈 장아원(麗嬪 張阿元) - 궁중 7귀
- 여빈 지기씨(麗嬪 支祁氏) - 궁중 7귀
- 재인 응향아(才人 凝香兒) - 궁중 7귀
- 재인 영영(才人 英英) - 궁중 7귀
- 여빈 진씨(麗嬪 陳氏)

황자
1. 황태자 아유르시리다르 - 대원 제17대 카안 소종(昭宗)
2. 오왕(吳王) 백안첩목아(伯顔帖木兒)
3. 촉왕(蜀王) 도선첩목아(都先帖木兒)
4. 익왕(益王) 투구스 테무르 - 대원 제18대 카안 천원제(天元帝)
5. 제왕(齊王) 연태(燕台)
6. 초왕(楚王) 화태랄(和台剌)
7. 진금 황자(眞金 皇子, 요절) - 백안홀도황후 소생
8. 설산 황자(雪山 皇子, 요절) - 백안홀도황후 소생
9. 실독아 태자(失禿兒 太子)[2]
10. 만만 태자(巒巒 太子)

황녀
1. 정국공주(鄭國公主) - 진동무성왕 박공목소특(鎭東武成王 博供穆素特)에게 하가(下嫁)
2. 초국공주(楚國公主) - 요왕 홍길랄 색평지만사특(遼王 弘吉剌 色坪持滿思特)에게 하가(下嫁)
3. 연국공주(燕國公主) - 정남충성왕 홍길랄 초삭극포태가파(征南忠成王 弘吉剌 礎朔克布台可巴)에게 하가(下嫁)
4. 완국공주(宛國公主) - 평북무헌왕 홍길랄 시금(平北武獻王 弘吉剌 時金)에게 하가(下嫁)
5. 촉국공주(蜀國公主) - 안평왕 파통격만(安平王 把通格滿)에게 하가(下嫁)

## 북원제국(1370~1388)

### 17.아유르시리다르 칸
- 부친 : 원 순제 토곤테무르(元順帝妥懽帖睦爾)
- 모친 : 기황후
  - 원비 : 오지라슨다리씨(瓦只剌孫答里氏) 또는 진다리씨(陳答里氏)
  - 황후 : 권황후(權皇后): 고려 권겸(權謙)의 딸[3]
    - 딸 : 공주(公主)
    - 부마 : 이수데르 조리그투 칸
    - 아들 : 이름 무명, 1363년 3월 26일 ~ 1375년 5월 16일

  - 황후 : 김황후(金皇后): 고려 김윤장(金允藏)의 딸[4]
    - 아들 : 매적리팔라(買的里八刺)

### 18.투구스테무르 칸
- 아버지 : 원 순제(元順帝)
- 어머니 : 미상
- 황후 : 미상
  - 장남 : 황태자 천보노(天保奴)
  - 차남 : 지보노(地保奴) 황자

## 울루스 카간국(1388~1412)

### 19.조리그투 카간
- 본인 : 조리그투 카간
  - 아들 : 엥크 카간
  - 아들 : 엘베그 카간

### 20.엘베그 카간
- 본인 : 엘베그 카간
- 코베군테이 황후(库伯衮岱)
  - 아들 : 군 테무르 토코간 칸(1377 ~ 1402)
  - 아들 : 부냐시리 울제이테무르 칸(1378/1379/1384 ~ 1412)
  - 딸 : 사무르 공주(Самур), 에센 타이시의 할머니
  - 이름 미상의 딸 1명

### 21.토고간 카간
- 본인 : 토고간 카간
  - 아들 : 합밀 칸

## 주치파

### 킵차크 칸국
1. 바투 칸(Батый) (1237-1255)
2. 사르타크 (1255-1256)
3. 울라크치 (1256?)
4. 베르케 칸(Берке) (1256?-1266)
5. 멩구티무르 칸(Менгу-Тимур) (1266-1280) (크림 한국을 지배함)
6. 투다멩구 칸(Туда-Менгу) (1280-1287)
7. 탈라부가 칸(Талабуга) (1287-1291)
8. 토흐타 칸(Тохта) (1291-1312)
9. 우즈베크 칸(Узбек) (1312-1342)
10. 자니베크 칸(Джанибек) (1342-1357) (1356년에 아제르바이잔과 이란을 지배함)
11. 베르디베크 칸(Бердибек) (1357-1362)
12. 마마이 칸(Мамай) (1362-1380)
13. 토크타미시 칸(Тохтамыш) (1380-1395)

ㆍㆍㆍ
- 테무르 콰틀루크 (1395년~1399년?)
- 셰이드 마흐메드 (1433년? ~ ?)
- 마흐무드 (1459년~1465년)
- 아흐메트 (1465년~1481년)
- 쉬야크 아흐마드 (1481년~1498년, 1499년~1502년)
- 무르타다 (1498년~1499년)

#### 시비르 칸국
1. 카시리크 칸
2. 시비르타 칸

#### 카자흐 칸국
1. 카자흐탄 칸
2. 자니베크 칸
3. 케레이 칸

#### 우즈베크 칸국
1. 우즈베헥 칸
2. 우즈베스트 칸

#### 노가이 칸국
1. 사라이 칸
2. 노가이 칸

#### 크림 칸국
1. 하즈 기라이 칸
2. 샤힌 기라이 칸

#### 카잔 칸국
1. 올르크 목사마트 칸
2. 야데가르 목사마트 칸

#### 아스트라한 칸국
1. 마흐무드 빈 퀴취크 칸
2. 다르위시 갈리 칸

#### 아흐 칸국
1. 아흐 칸

#### 카심 칸국
1. 카심 칸

### 백장 칸국
- 오르다 칸(1226년~1280년)
- 코추 (1280년~1302년)
- 부얀 (1302년~1309년)
- 사시부카 (1309년~1315년)
- 일바산 (1315년~1320년)
- 무바락 크와자(Mubarak Khwaja) (1320년~1344년)
- 침타이(Chimtay) (1344년~1374년)
- 우루스 (1374년~1376년)
- 테무르 말리크 (1377년)
- 토흐타미시 (1377년~1378년)

### 청장 칸국
- 바투 칸 (1227년~1255년)
- 사르타크(Sartaq) (1255년~1256년)
- 울라크치(Ulaghchi) (1257년)
- 베르케 (1257년~1266년)
- 멩구티무르 (1266년~1280년)
- 노가이 칸 (1280년~1299년)
- 토흐타 (1291년~1312년), 1299년까지는 노가이 칸이 실제적인 통치자였다.
- 우즈베크 칸 (1312년~1341년)
- 티니베크 (1341년~1342년)
- 자니베크 (1342년~1357년)
- 베르디베크 (1357년~1359년)
- 쿨파(Qulpa) (1359년~1360년)
- 나루즈베크(Nawruz Beg) (1360년~1361년)
- 키드르(Khidr) (1361년~1362년)
- 티무르 크와자(Timur Khwaja) (1362년)
- 마마이 칸 (1362년~1379년)
- 우루스 (1376년~1378년), 우루스는 또한 백장 한국의 칸이며, 토흐타미시의 할아버지이다.

## 차가타이파

### 차가타이 칸국
- 차가타이(Chagatai) (1226 ~1242년 )
- 카라 훌레구(재위 : 1242년 ~ 1246년, 1251년 ~ 1252년)
- 이수 뭉케(1246년 ~ 1251년)
- 카라 훌레구(1251년 ~ 1252년)
- 무바라크 샤 (1252년 - 1260년)
- 오르키나 하툰(섭정 : 1252년 - 1260년)
- 알루구(Alghu, 1260년 ~ 1266년)
- 무바라크 샤(복위 : 1266년)
- 바락(Baraq, 1266년 ~ 1270년)
- 네구베이(Negubei, 1270년 ~ 1272년)
- 부카 테무르(Buqa Temur, 1272년 - 1287년)
- 두아(Duwa, 1282년 ~ 1307년)
- 콘첵 칸(Könchek, 1306년 - 1308년)
- 탈리쿠(Taliqu, 1308년 - 1309년)
- 케벡 칸(Kebek, 1309년)
- 에센부카 칸(1309년 ~ 1320년)
- 케벡 칸(Kebek, 1320년 - 1325년)
- 엘지기데이(Eljigidey, 1325년)
- 두와 테무르(Duwa Temur, 1325년)
- 알라딘 타르마시린(Aladdin Tarmashirin, 1325년 - 1333년)
- 부잔(Buzan, 1333년 ~ 1334년)
- 창시(Changshi, 1334년 ~ 1338년)
- 예순 테무르(Yesun Temur, 1338년 ~ 1342년) 알리 술탄(Ali-Sultan, 1338년 ~ 1342년)과 함께 통치
- 무하마드 1세 이븐 풀라드(Muhammad I ibn Pulad, 1342년 - 1343년)
- 카잔 칸 이븐 야사우르(Qazan Khan ibn Yasaur, 1343년 - 1346년)
- 다니시멘지(Danishmendji, 1346년 - 1348년)

차가타이 한국이 동서로 분할
- 바얀 쿨리(Bayan Quli, 1348년 - 1358년)
- 투글루크 티무르{Tughlugh Timur, (모굴리스탄 한국 1348년 - 1363년), 1358년 - 1363년}
- 일리야스 호자(Ilyas Khodja, 1363년 - 1368년)
- 아딜 술탄(Adil-Sultan, 1363년)
- 카불 샤(Khabul Shah, 1364년 - 1370년)

1370년부터 티무르의 총독이었다.
- 수우르가트미시(Suurgatmish, 1370년 - 1388년)
- 술탄 마흐무드(Sultan Mahmud, Mohammed II, 1388년 - 1402년)

#### 모굴리스탄 칸국
1. 투글루크 티무르
2. 일리야스 호자
3. 에센 부카 2세

#### 야르칸드 칸국
1. 야르칸트 칸

#### 부하라 칸국
1. 모하메드 알림 칸

#### 히바 칸국
1. 일바르스 1세
2. 아불 알-가지 1세 바하두르
3. 무함마드 라힘 2세
4. 사이드 압둘라

#### 코칸트 칸국
1. 코칸트 칸

#### 카라델 칸국
1. 카라델 칸
2. 히마 칸

## 오고타이파

### 오고타이 칸국
- 1대: 오고타이 칸 1221 ~ 1241
  - 섭정: 퇴레게네 카툰 1241 ~ 1246
- 2대: 귀위크 칸 1241 ~ 1246
  - 섭정: 오굴 카미시 카툰 1246 ~ 1251
- 카단(칸국의 북동부: 1248 ~ 1260)
- 3대: 카이두 칸 1264? 1252? ~ 1301
- 4대, 6대: 차파르 칸 1301 ~ 1306, 1308 ~ 1310
- 5대: 야기차르 1306 ~ 1308
- 투크메(일리 강변 일대 : 1307 ~ 1309)

## 툴루이파

### 일 칸국
1. 훌라구(1256년 ~ 1265년)
2. 아바카(1265년 ~ 1282년)
3. 테쿠데르(1282년 ~ 1284년)
4. 아르군 칸(1284년 ~ 1291년)
5. 가이하투(1291년 ~ 1295년)
6. 바이두(1295년)
7. 가잔 (1295년 ~ 1304년)
8. 울제이투(1304년 ~ 1316년)
9. 아부 사이드(1316년 ~ 1335년)
10. 아르파 케운(1335년 ~ 1336년)

### 후 일 칸국
- 무사(1336년 ~ 1337년) - 바그다드의 알리 파드샤의 명목상 칸
- 무함마드(1336년 ~ 1338년) - 자라이르 왕조의 명목상 칸
- 사티 벡(1338년 ~ 1339년) - 추판 왕조의 명목상 칸
- 슐레이만(1338년 ~ 1353년) - 추판 왕조의 명목상 칸
- 자한 테무르(1338년 ~ 1340년) - 자라이르 왕조의 명목상 칸
- 아누시라완(1343년 ~ 1356년) - 추판 왕조의 명목상 칸
- 가잔 2세(1356년 ~ 1357년) - 동전에만 이름이 나와 있는 칸, 실존하지 않을 가능성이 높음
- 토가 테무르(1338년 ~ 1353년) - 동 페르시아 지역에서 칸을 자칭함
- 루크만(1353년 ~ 1388년) - 토가 테무르의 아들

### 칠원 제씨
- 외증조부 - 칭기즈 칸
- 외조부 - 툴루이 칸
- 어머니 - 비치케 황녀
- 본인 - 제문유
- 2세 제하
- 3세 제사강
- 그 외 칠원 제씨 후손들

## 쿠빌라이파
- 시조 칭기즈 칸
- 1대손 툴루이 칸
- 2대손 세첸 칸
- 3대손 친킴 칸
- 4대손 다르마발라 칸
- 5대손 쿨루크 칸
- 6대손 후투그투 칸
- 7대손 우카가투 칸
- 8대손 빌레그투 칸
- 9대손 조리그투 칸
- 10대손 엥케 칸
- 11대손 니굴세그치 칸
- 12대손 토고간 칸
- 13대손 오루크테무르 칸
- 14대손 올제이테무르 칸
- 15대손 델베그 칸
- 16대손 에세쿠 칸
- 17대손 아다이 칸
- 18대손 타이순 칸
- 19대손 아크바르진 칸
- 20대손 몰론 칸
- 21대손 자사크트 칸
- 22대손 보르지긴 니소
- 23대손 보르지긴 이투
- 24대손 보르지긴 타나
- 25대손 보르지긴 의타
- 26대손 보르지긴 아사
- 27대손 보르지긴 태무
- 28대손 보르지긴 복선
- 29대손 보르지긴 윤태
- 30대손 보르지긴 민화(생존)
  - 31대손 보르지긴 처거(생존)
    - 32대손 보르지긴 처만(생존)

  - 31대손 보르지긴 바트로지그 반징(생존)[5]
    - 32대손 보르지긴 바트로지그 마탈(생존)

  - 31대손 보르지긴 아디야돌지 곰보수렌(생존)[6]

### 개성 왕씨

#### 1대.이지르부카왕
- 충선이지르부카선효대왕
- 계국대장공주 - 쿠빌라이 칸의 증손녀
- 의비 예씨 - 예쉬진의 딸
  - 광릉군
  - 충숙왕 만
- 정비 왕씨 - 왕영의 딸
- 조비 조씨 - 조인규의 딸
  - 수춘옹주(정안부원군과 혼인)
- 순화원비 홍씨 - 홍규의 딸
- 순비 허씨 - 허공의 딸
  - 덕흥군

#### 2대.올제이투왕
- 3대조 원종
- 2대조 충렬왕
- 1대조 강양공
  - 심양왕
  - 연덕부원대군
  - 단양부원대군
    - 양원군

  - 왕올제이투
    - 강릉대군
    - 토크토아부카왕
    - 왕테그부카
    - 왕위타불화
    - 왕탈탈첩본아

#### 3대.토크토아부카왕
- 5대조 원종
- 4대조 충렬왕
- 3대조 강양공
- 2대조 올제이투왕
- 1대조 강릉대군
  - 토크토아부카왕 - (미혼)

## 토구스테무르파

### 카슈카리아 칸국
1. 카슈카리아 칸

### 복드 칸국

#### 01.복드 칸
- 본인 : 복드 칸
- 아내 : 첸딘 돈독둘람
  - 아들 : 태자

## 자사그트티무르파
1. 자사그트 카간
2. 체첸 카간
3. 호타그트 카간
4. 예수이 카간
5. 바르수볼라드 사인 카안
6. 군빌리크 메르겐
7. 알탄 칸
8. 셍게 두구렝 콩타이지
9. 누무다이 세첸 칸
10. 보시그트 칸

## 오이라트부

### 오이라트 북원(1412~1644)
1. 델베그 카간
2. 아지이 카간
3. 타이손 카간
4. 에센 카간
5. 헤그트 카간
6. 멀런 카간
7. 만돌 카간
8. 다얀 카간
9. 저넌 카간
10. 알라크 카간
11. 구덴 카간
12. 자사크트 카간
13. 부얀 세첸 카간
14. 링단 카간
15. 에제이 카간

### 준가르 칸국(1644~1757)
1. 에르데니 바투르(1644~1653)
2. 셍게(1653~1671)
3. 갈단 한(1671~1697)
4. 체왕 랍탄(1697~1727)
5. 갈단 체렝(1727~1745)
6. 체왕 도르지 남잘(1745~1750)
7. 라마 도르지(1751~1753)
8. 다와치(1753~1757)

### 호슈트 칸국
1. 귀시 칸 1642년-1655년
2. 다얀 칸 1655년-1668년
3. 텐진 달라이 칸 1666년-1696년
4. 텐진 왕축 칸 1696년-1697년
5. 라브장 칸 1697년-1717년
6. 로브장 텐진 1723년-1724년

### 칼미크 칸국
1. 칼미크 칸

## 아라비아부

### 투메드부 술탄국
1. 투메드부 술탄
2. 투마트부 술탄

### 티무르 술탄국
1. 티무르 (1370년 ~ 1405년)
2. 할릴 술탄 (1405년 ~ 1409년)
3. 샤 루흐 (1409년 ~ 1447년)
4. 울루그 베그 (1447년 ~ 1449년)
5. 압드 알라티프 (1449년 ~ 1450년)
6. 압둘라 (1450년 ~ 1451년)
7. 아부 사이드 (1451년 ~ 1469년)

### 사마르칸트 술탄국
1. 술탄 아흐마드 (1469년 ~ 1494년)
2. 술탄 마흐무드 (1494년 ~ 1495년)
3. 바이순쿠르 (1495년 ~ 1496년)
4. 술탄 알리 (1496년)
5. 바이순쿠르 (2번째, 1497년)
6. 바부르 (1497년 ~ 1498년)
7. 술탄 알리 (2번째, 1498년 ~ 1500년)

### 헤라트 술탄국
1. 샤 루흐 (1405년 ~ 1449년)
2. 아불 카짐 바부르 (1449년 ~ 1457년)
3. 샤 마흐무드 (1457년)
4. 이브라힘 (1457년 ~ 1459년)
5. 술탄 아부 사이드 구르간 (1459년 ~ 1469년)
6. 술탄 후세인 이븐 만수르 이븐 바이카라 (첫 번째  지배: 1469년)
7. 야드가르 무함마드 (1469년 ~ 1470년)
8. 술탄 후세인 이븐 만수르 이븐 바이카라 (두 번째 지배: 1470년 ~ 1506년)
9. 바디 알자만 (1506년 ~ 1507년)

### 무굴 제국
1. 바부르 1526 - 1530
2. 후마윤 1530 - 1540 / 1555 - 1556
3. 악바르 1세 1556 - 1605
4. 자한기르 1605 - 1628
5. 샤 자한 1세 1628 - 1658
6. 아우랑제브 1세 1658 - 1707
7. 바하두르 샤 1세 (샤 알람 1세) 1707 - 1712
8. 자한다르 샤 1712 - 1713
9. 플루크시야르 1713 - 1719
10. 샤 자한 2세 1719
11. 라피 우드 다울라트 1719
12. 니쿠시야르 1719
13. 모하메드 샤 1719 - 1720 / 1720 - 1748
14. 모하메드 이브라힘 1720
15. 아메드 샤 바하두르 1748 - 1754
16. 알람기르 2세 1754 - 1759
17. 샤 자한 3세 1759
18. 샤 알람 2세 1759 - 1806
19. 악바르 2세 1806 - 1837
20. 바하두르 샤 2세 1837 - 1858

### 사파비 제국
1. 이스마일 1세 (1501년 - 1524년)
2. 타흐마스프 1세 (1524년 - 1576년)
3. 이스마일 2세 (1576년 - 1578년)
4. 무함마드 호다반다 (1578년 - 1587년)
5. 아바스 1세 (1587년 - 1629년)
6. 사피 (1629년 - 1642년)
7. 압바스 2세 (1642년 - 1666년)
8. 쉴레이만 1세 (1666년 - 1694년)
9. 술탄 후사인 (1694년 - 1722년)
10. 타흐마스프 2세 (1722년 - 1732년)
11. 압바스 3세 (1732년 - 1736년)

### 국적 미상 술탄국
- 미란 샤
- 피르 무함마드 이븐 자한기르
- 자한기르

## 칭기즈 칸 찬가
Хөх тэнгэрээс заясан
허흐 텡그레쓰 짜야씅
영원한 하늘에 축복받은

Хөдөө аралд мэндэлсэн
허더 아를드 멩들르씅
대초원에서 태어나

Хөх монголоо нэгтээ
허흐 멍글러 넥테에
모든 곳이 푸른 몽골에

Хөвчин дэлхийд дуурисгаад
허브칭 델히드 도리쓰가드
그의 이름이 전 세계에 퍼지네

(흐미)

Эрэлхэг монгол Чингис
에를흐그 멍글르 칭기쓰
용감한 몽골의 칭기스

Эзэн богд Чингэсээ
에쯩 보그드 칭기쎄
숭고한 군주 칭기스

Гал мэсний дундаас
갈 메쓰니 동다쓰
상처가 불에 타도

Ган болд шиг хаттай
강 벌드 쉬그 하트태
마음은 강철 같이 강하고

Газар дэлхий дээрээ
가쯔르 델르히 데레
전 세계의 땅을 아울러

Гарьд шувуу шиг хүчтэй

가르드 쇼보 쉬그 후치테
봉(鳳)

(흐미)

Эрэлхэг монгол Чингэс
에를흐그 멍글르 칭기쓰
용감한 몽골의 칭기스

Эзэн богд Чингэсээ
에쯩 보그드 칭기쎄
숭고한 군주 칭기스

(간주)

Дээд тэнгэрээс заясан
데드 텡그레쓰 짜야씅
하늘에게 축복을 받아

Дэлхийн хагасийг дагуулсан
델힝 하그씨그 다골씅
세계의 반을 정복했네

Сүр хичээ нэгтгээ
쑤르 히체 넥트게
장엄하고 강력한 세상에서

Сүлд хийморь ьадраасан
쑬드 히머르 바드라갇
뿌리 깊은 그의 정신

(흐미)

Эрэлхэг монгол Чингэс
에를흐그 멍글르 칭게쓰
용감한 몽골의 칭기스

Эзэн богд Чингэсээ
에쯩 보그드 칭기쎄
숭고한 군주 칭기스

Эрэлхэг монгол Чингис
에를흐그 멍글르 칭게쓰
용감한 몽골의 칭기스

Эзэн богд Чингэсээ
에쯩 보그드 칭기쎄
숭고한 군주 칭기스